# (540) Rosamunde
(540) Rosamunde – planetoida z pasa głównego asteroid,

## Odkrycie
Została odkryta 3 sierpnia 1904 roku w Landessternwarte Heidelberg-Königstuhl w Heidelbergu przez Maxa Wolfa. Nazwa planetoidy pochodzi od bohaterki opery Rosamunde Franza Schuberta. Przed nadaniem nazwy planetoida nosiła oznaczenie tymczasowe (540) 1904 ON.

## Orbita
(540) Rosamunde okrąża Słońce w ciągu 3 lat i 112 dni w średniej odległości 2,22 j.a. Planetoida należy do rodziny planetoidy Flora nazywanej też czasem rodziną Ariadne.